# Ла-Фер'єр (Берн)
Ла-Фер'єр (фр. La Ferrière) — громада  в Швейцарії в кантоні Берн, адміністративний округ Бернська Юра.

## Географія
Громада розташована на відстані близько 50 км на північний захід від Берна.
Ла-Фер'єр має площу 14,2 км², з яких на 3,7% дозволяється будівництво (житлове та будівництво доріг), 61,9% використовуються в сільськогосподарських цілях, 34% зайнято лісами, 0,4% не є продуктивними (річки, льодовики або гори).

## Демографія
2019 року в громаді мешкало 529 осіб (-3,1% порівняно з 2010 роком), іноземців було 7%. Густота населення становила 37 осіб/км².
За віковим діапазоном населення розподілялося таким чином: 20% — особи молодші 20 років, 65,4% — особи у віці 20—64 років, 14,6% — особи у віці 65 років та старші. Було 220 помешкань (у середньому 2,4 особи в помешканні).
Із загальної кількості 217 працюючих 69 було зайнятих в первинному секторі, 92 — в обробній промисловості, 56 — в галузі послуг.